# Los Bohemos
Los Bohemos spelade punk men hade definitivt vissa influenser från hårdrocken. Bandmedlemmarna hade samtliga tidigare spelat i andra lokala band. Två av dem bland annat i kultförklarade punkbandet Wax.
Los Bohemos bildades någon gång 1984 men bestod till sist av Mikal Forsberg (trummor), Peter "Gummi" Kvist (gitarr), Peter "Lumpan" Lundström (bas) och Perre Lindberg (sång). Håkan Sundquist som spelat bas fortsatte som låtskrivande medlem ett bra tag framöver.
Los Bohemos gjorde hundratals spelningar, bland annat tre vändor i Tyskland med någon spelning i Tjeckien, Holland och Schweiz. 

## Diskografi
- Definitivt 50 spänn (1992, CD, samling)
- Med kniven mot strupen (2003, CD, album på Fullmoon Records)
- Dom svagas vän (7" på Slam)
- Himlen.... (7")
- Into dreamland(LP på Birdnest)
- Los Bohemos (LP)
- Soul Surfer (CD)